# Mactaquac Dam
Mactaquac Dam är en dammbyggnad i Kanada.   Den ligger i provinsen New Brunswick, i den sydöstra delen av landet, 700 km öster om huvudstaden Ottawa. Mactaquac Dam ligger 27 meter över havet.
Terrängen runt Mactaquac Dam är platt åt sydväst, men åt nordost är den kuperad. Mactaquac Dam ligger nere i en dal. Närmaste större samhälle är Fredericton, 15,4 km öster om Mactaquac Dam. 
I omgivningarna runt Mactaquac Dam växer i huvudsak blandskog. Runt Mactaquac Dam är det ganska glesbefolkat, med 34 invånare per kvadratkilometer.